# Cherrapunji
Cherrapunji ist eine kleine Stadt im nordostindischen Bundesstaat Meghalaya mit knapp 12.000 Einwohnern (Stand 2011), die vorwiegend zum indigenen Volk der Khasi gehören. Der Ort liegt in den östlichen Khasi-Bergen im Grenzgebiet zu Bangladesch und ist einer der regenreichsten der Erde. Weil die Khasi mehrheitlich christlich sind, besteht die Bevölkerung von Cherrapunji aus 70 % Christen, aber nur 4 % Hindus und 1 % Moslems.

## Name
Der ursprüngliche Name der Stadt war Schohra, der von den Briten „Churra“ ausgesprochen wurde, bevor er sich in Cherrapunji wandelte. Lokal ist Schohra oder Sohra immer noch gebräuchlich. Der Ort ist der Sitz eines der Stammesfürstentümer der Khasi (Hima Syiem Sohra) und ein traditioneller Marktort mit guten Verbindungen nach Bengalen.

## Klima
Laut dem Guinness-Buch der Rekorde hält Cherrapunji zwei Weltrekorde in Bezug auf Niederschlag:
1. Im Juli 1861 fiel die größte Niederschlagsmenge in einem einzelnen Monat: 9299,96 mm.[3]
2. Am 15. und 16. Juni 1995 fielen innerhalb von 48 Stunden 2.493 mm.[4]

Andere Quellen geben an, dass hier die größte Niederschlagsmenge in einem einzelnen Jahr fiel: 26.461 mm (1. August 1860 bis 31. Juli 1861).
Der durchschnittliche jährliche Niederschlag in Cherrapunji beträgt 11.430 mm. Damit steht der Ort auf dem dritten Platz hinter dem Dorf Mawsynram (16 km westlich mit 11.873 mm) und dem Berg Waiʻaleʻale auf der Pazifikinsel Kauaʻi (Hawaii) mit einem Regendurchschnitt von 11.684 mm.
Cherrapunji erhält Niederschläge sowohl vom Südwest- wie vom Nordost-Monsun, wodurch es nur eine einzige, durchgehende Monsunzeit gibt. Der Ort liegt auf einer Meereshöhe von 1484 m auf der dem Wind zugewandten Seite der Khasi-Berge in dem Zweig des Südwest-Monsuns, der über den Golf von Bengalen und durch das Gangesdelta nach Indien eintritt. Die Wolken steigen hier an den Bergen auf, kühlen sich ab und müssen aus orographischen Gründen ihre Feuchtigkeit abgeben. Das geschieht jedes Jahr zwischen Juni und September.
In den Wintermonaten fällt der Niederschlag des Nordost-Monsuns, der das Tal des Brahmaputra hinunterkommt.
Erstaunlicherweise gibt es trotz des beständigen Regens auch Wassermangel in Cherrapunji, und die Einwohner müssen oft kilometerweit laufen, um Trinkwasser zu holen. Die Bewässerung wird durch die exzessiven Regenfälle behindert, weil die obersten Bodenschichten weggespült werden (Bodenerosion, Bodendegradation), nachdem durch menschliche Eingriffe größere Teile der Wälder zerstört wurden. Zwei Drittel der gesamten Ökoregion in und um Meghalaya wurden abgeholzt, vor allem durch Brandrodung (siehe Biodiversitäts-Hotspot Indo-Myanmar).
|                       | Jan  | Feb  | Mär  | Apr  | Mai  | Jun  | Jul  | Aug  | Sep  | Okt  | Nov  | Dez  |   |        |
| Mittl. Tagesmax. (°C) | 15,8 | 16,8 | 20,4 | 21,8 | 22,3 | 22,2 | 22,4 | 22,5 | 23,0 | 22,2 | 19,7 | 16,8 | ⌀ | 20,5   |
| Mittl. Tagesmin. (°C) | 7,8  | 9,2  | 12,7 | 14,9 | 16,1 | 18,0 | 18,5 | 18,5 | 18,1 | 15,8 | 12,2 | 8,9  | ⌀ | 14,2   |
|                       |      |      |      |      |      |      |      |      |      |      |      |      |   |        |
| Niederschlag (mm)     | 20   | 41   | 179  | 605  | 1705 | 2875 | 2455 | 1827 | 1231 | 449  | 47   | 5    | Σ | 11.439 |
|                       |      |      |      |      |      |      |      |      |      |      |      |      |   |        |
| Luftfeuchtigkeit (%)  | 70   | 69   | 70   | 82   | 86   | 92   | 95   | 92   | 90   | 81   | 73   | 72   | ⌀ | 81,1   |

| 7,8 |

| 9,2 |

| 12,7 |

| 14,9 |

| 16,1 |

| 18,0 |

| 18,5 |

| 18,5 |

| 18,1 |

| 15,8 |

| 12,2 |

| 8,9 |

| 7,8 |

| 9,2 |

| 12,7 |

| 14,9 |

| 16,1 |

| 18,0 |

| 18,5 |

| 18,5 |

| 18,1 |

| 15,8 |

| 12,2 |

| 8,9 |